# Drimia media
Drimia media ist eine Pflanzenart der Gattung Drimia in der Familie der Spargelgewächse (Asparagaceae). Das Artepitheton media stammt aus dem Lateinischen, bedeutet ‚Mitte‘ und verweist vielleicht auf die Stellung zwischen verwandten Arten.

## Beschreibung
Drimia media ist ein unterirdischer Geophyt, dessen eiförmige Zwiebeln 3 bis 9,5 Zentimeter lang und 2,5 bis 8 Zentimeter breit sind. Die rötlichen Zwiebelschuppen sind eng aneinander gepresst. Die bis zu 20 Laubblätter sind zur Blütezeit vorhanden. Sie sind grün, 8 bis 40 Zentimeter lang und aufsteigend bis ausgebreitet. Die sukkulente Blattspreite ist stielrund und misst 1,5 bis 4 Millimeter im Durchmesser.
Der aufrechte, rispige Blütenstand ist bis zu 35-blütig und bis zu 60 Zentimeter lang. Die gespornten, bis zu 2,5 Millimeter langen Brakteen fallen bald ab. Die ausgebreiteten Blüten sind violettlich. Ihre zurückgebogenen, 1 bis 1,6 Zentimeter langen Perigonblätter sind an ihrer Basis miteinander verwachsen. Die linealisch-lanzettlichen Staubfäden sind mit dem Schlund der Blütenhülle verwachsen. Sie weisen eine Länge von bis zu 0,6 Millimeter auf. Die Staubbeutel sind bis zu 2 Millimeter lang. Der eiförmige Fruchtknoten weist eine Länge von bis zu 3 Millimetern auf. Der aufrechte Griffel  ist 6 bis 8 Millimeter lang.
Die länglichen Früchte sind 9 bis 11 Millimeter lang. Sie enthalten abgeflachte Samen mit einer Länge von 6 bis 7 Millimetern.

## Systematik und Verbreitung
Drimia media ist in der südafrikanischen Provinz Westkap in der Nähe des Meeres oder auf Hängen im Renosterveld verbreitet.
Die Erstbeschreibung durch Carl Ludwig Willdenow wurde 1799 veröffentlicht.

## Nachweise